# Labirintita
La labirintita és un mineral de la classe dels silicats, que pertany al grup de l'eudialita. Fou anomenada així per la seva estructura cristal·lina inusual i complexa. El mineral presenta una combinació única d'elements i es troba relacionada químicament amb la rastsvetaevita. La seva alteració superficial produeix lovozerita, termonatrita i zirsinalita.

## Característiques
La labirintita és un silicat de fórmula química (Na,K,Sr)₃₅Ca₁₂Fe₃Zr₆TiSi₅₁O₁₄₄(O,OH,H₂O)₉Cl₃. Cristal·litza en el sistema trigonal. La seva duresa a l'escala de Mohs és 5 a 6.
L'exemplar que va servir per a determinar l'espècie, el que es coneix com a material tipus, es troba conservat al Museu Fersman de Mineralogia de Moscou, Rússia.
Segons la classificació de Nickel-Strunz pertany a «09.CO: Ciclosilicats amb enllaços de 9 [Si9O27]18-» juntament amb els següents minerals: al·luaivita, eudialita, ferrokentbrooksita, kentbrooksita, khomyakovita, manganokhomyakovita, oneil·lita, raslakita, feklichevita, carbokentbrooksita, zirsilita-(Ce), ikranita, taseqita, rastsvetaevita, golyshevita, voronkovita, johnsenita-(Ce), mogovidita, georgbarsanovita, aqualita, dualita, andrianovita i manganoeudialita.

## Formació i jaciments
El mineral fou descobert en una perforació en un pegmatoide alcalí. Va trobar-se associat a feldespat potàssic, sodalita, amfíbols alcalins, egirina, pectolita, lamprofil·lita, lomonossovita, vil·liaumita, minerals del grup de la lovozerita.